# Gmunden (stacja kolejowa)
Gmunden (niem: Bahnhof Gmunden) – stacja kolejowa w Gmunden, w kraju związkowym Górna Austria, w Austrii. Jest to ważna stacja kolejowa na linii Salzkammergutbahn oraz ważny węzeł komunikacji tramwajowej i autobusowej. Inne stacje w Gmunden to: Gmunden Engelhof i Gmundner Seebahnhof. Stacja została otwarta w 1877.